# Giro di Romandia 1964
Il Giro di Romandia 1964, diciottesima edizione della corsa, si svolse dal 7 al 10 maggio su un percorso di 753 km ripartiti in 4 tappe (la terza suddivisa in due semitappe), con partenza e arrivo a Ginevra. Fu vinto dallo svizzero Rolf Maurer della Cynar-Frejus davanti all'olandese Huub Zilverberg e all'italiano Gastone Nencini.

## Tappe
| Tappa  | Data      | Percorso                                | km  | Vincitore di tappa | Leader cl. generale |
| ------ | --------- | --------------------------------------- | --- | ------------------ | ------------------- |
| 1ª     | 7 maggio  | Ginevra > Ovronnaz                      | 205 | Vito Taccone       |                     |
| 2ª     | 8 maggio  | Ovronnaz > Losanna                      | 233 | Marino Vigna       |                     |
| 3ª-1ª  | 9 maggio  | Losanna > Le Locle                      | 93  | René Binggeli      |                     |
| 3ª-2ª  | 9 maggio  | Le Locle > Le Locle (cron. individuale) | 32  | Gianni Motta       |                     |
| 4ª     | 10 maggio | Le Locle > Ginevra                      | 190 | René Binggeli      | Rolf Maurer         |
| Totale | Totale    | Totale                                  | 753 |                    |                     |

## Dettagli delle tappe

### 1ª tappa
- 7 maggio: Ginevra > Ovronnaz – 205 km

| Pos. | Corridore        | Squadra      | Tempo |
| ---- | ---------------- | ------------ | ----- |
| 1    | Vito Taccone     | Salvarani    |       |
| 2    | Franco Cribiori  | Gazzola      |       |
| 3    | Franco Balmamion | Cynar-Frejus |       |

| Pos. | Corridore | Squadra | Tempo |
| ---- | --------- | ------- | ----- |

### 2ª tappa
- 8 maggio: Ovronnaz > Losanna – 233 km

| Pos. | Corridore       | Squadra   | Tempo |
| ---- | --------------- | --------- | ----- |
| 1    | Marino Vigna    | Gazzola   |       |
| 2    | Eddy Pauwels    | Margnat   |       |
| 3    | Gastone Nencini | Springoil |       |

| Pos. | Corridore | Squadra | Tempo |
| ---- | --------- | ------- | ----- |

### 3ª tappa - 1ª semitappa
- 9 maggio: Losanna > Le Locle – 93 km

| Pos. | Corridore              | Squadra       | Tempo |
| ---- | ---------------------- | ------------- | ----- |
| 1    | René Binggeli          | Tigra-Meltina |       |
| 2    | Esteban Martin Jimenez | Margnat       |       |
| 3    | Robert Hagmann         | Tigra-Meltina |       |

| Pos. | Corridore | Squadra | Tempo |
| ---- | --------- | ------- | ----- |

### 3ª tappa - 2ª semitappa
- 9 maggio: Le Locle > Le Locle (cron. individuale) – 32 km

| Pos. | Corridore      | Squadra      | Tempo |
| ---- | -------------- | ------------ | ----- |
| 1    | Gianni Motta   | Molteni      |       |
| 2    | Guido De Rosso | Molteni      |       |
| 3    | Rolf Maurer    | Cynar-Frejus |       |

| Pos. | Corridore | Squadra | Tempo |
| ---- | --------- | ------- | ----- |

### 4ª tappa
- 10 maggio: Le Locle > Ginevra – 190 km

| Pos. | Corridore      | Squadra       | Tempo |
| ---- | -------------- | ------------- | ----- |
| 1    | René Binggeli  | Tigra-Meltina |       |
| 2    | Silvano Ciampi | Springoil     |       |
| 3    | Franco Bitossi | Springoil     |       |

| Pos. | Corridore       | Squadra      | Tempo     |
| ---- | --------------- | ------------ | --------- |
| 1    | Rolf Maurer     | Cynar-Frejus | 20h02'49" |
| 2    | Huub Zilverberg | Flandria     | a 7"      |
| 3    | Gastone Nencini | Springoil    | a 48"     |

## Classifiche finali

### Classifica generale
| Pos. | Corridore              | Squadra               | Tempo     |
| ---- | ---------------------- | --------------------- | --------- |
| 1    | Rolf Maurer            | Cynar-Frejus          | 20h02'49" |
| 2    | Huub Zilverberg        | Flandria-Romeo        | a 7"      |
| 3    | Gastone Nencini        | Springoil-Fuchs       | a 48"     |
| 4    | Eddy Pauwels           | Margnat-Paloma-Dunlop | a 1'46"   |
| 5    | Esteban Martin Jimenez | Margnat-Paloma-Dunlop | a 2'17"   |
| 6    | Vito Taccone           | Salvarani             | a 4'20"   |
| 7    | Franco Balmamion       | Cynar-Frejus          | a 4'40"   |
| 8    | Guido De Rosso         | Molteni               | a 5'36"   |
| 9    | Joseph Novales         | Margnat-Paloma-Dunlop | a 5'49"   |
| 10   | René Binggeli          | Tigra-Meltina         | a 5'52"   |